# Romeo & Julia (film, 1996)
Romeo & Julia (engelska: Romeo + Juliet) är en amerikansk romantisk dramafilm från 1996 i regi av Baz Luhrmann, baserad på pjäsen Romeo och Julia av William Shakespeare. Den hade premiär i USA den 1 november 1996.
Filmen utspelar sig i den fiktiva orten Verona Beach, i det samtida 1990-talets USA, där bland annat svärd ersatts av handeldvapen och slott av skyskrapor. Filmen innehåller bland annat låten Lovefool av The Cardigans och musik från The Wannadies.

## Handling
Filmen handlar om Romeo Montagues (Leonardo DiCaprio) och Julia Capulets (Claire Danes) förbjudna kärlek till varandra. Att familjerna är osams stoppar inte dem ifrån att älska varandra.
Sampson, Gregory och Benvolio som tillhör familjen Montague anländer i bil till en bensinstation. Tybalt och Abra från familjen Capulet kommer också dit. En diskussion uppstår om vems familj som är bäst sätter igång. En eldstrid utbryter, Sampson blir skjuten och kapten Prince anländer och griper Benvolio och Tybalt. Han deklarerar att han inte kommer att tolerera mer våld. Nästa person som ställer till bråk kommer att få plikta med sitt liv.
Romeo är på stranden, olycklig efter att Rosalina gjort slut. Benvolio kommer dit och försöker muntra upp honom. Under tiden träffar Dave Paris Julias pappa Fulgencio Capulet och berättar att han vill fria till Julia. Capulet är tveksam och tycker Julia ännu är för ung. Men han bjuder in Paris till en fest i deras hem samma kväll.

## Medverkande (urval)
- Leonardo DiCaprio – Romeo Montague
- Claire Danes – Julia Capulet
- John Leguizamo – Tybalt Capulet
- Harold Perrineau Jr. – Mercutio
- Pete Postlethwaite – fader Laurence
- Paul Sorvino – Fulgencio Capulet
- Brian Dennehy – Ted Montague
- Vondie Curtis-Hall – Captain Prince
- Paul Rudd – Dave Paris
- Miriam Margolyes – amman
- Jesse Bradford – Balthasar
- M. Emmet Walsh – apotekaren
- Zak Orth – Gregory
- Jamie Kennedy – Sampson
- Dash Mihok – Benvolio Montague
- Christina Pickles – Caroline Montague
- Diane Venora – Gloria Capulet

## Om filmen
Filmen hade Sverigepremiär den 21 februari 1997.

## Kritik
| ”                                                       | Och Baz Luhrmann ser till att ta ut svängarna maximalt. Han placerar dramat här och nu genom att låta en TV-kommentator redogöra för den förgörande strid som pågår mellan de två prominenta släkterna Capulet och Montague i Verona Beach, en kitschig fantasistad med jättelik Jesusstaty, glasade höghus, koloniala paradvillor och slummig strand. | „ |
| – Jeanette Gentele, Svenska Dagbladet, 22 februari 1997 | |   |

### Fotnoter
1. ↑  ”Romeo + Juliet” (på engelska). Box Office Mojo. 1 november 1996. http://www.boxofficemojo.com/movies/?id=romeoandjuliet.htm. Läst 23 oktober 2016.
2. ↑  ”Romeo & Juliet”. Svensk filmdatabas. 21 februari 1997. http://www.sfi.se/sv/svensk-filmdatabas/Item/?itemid=28171&type=MOVIE&iv=Basic. Läst 23 oktober 2016.